# Petar Pejčić
Pour les articles homonymes, voir Pejčić.
Petar Pejčić, né en 2002 à Leskovac (Serbie), est un violoncelliste serbe.
En 2022, il est cinquième lauréat du Concours musical international Reine Élisabeth de Belgique.